# Новый мир искусства
«Новый мир искусства» — журнал о современном и классическом искусстве. Издавался в Санкт-Петербурге с 1998 года по 2009 год с периодичностью 6 номеров в год. Распространялся по подписке через 7 российских подписных агентств и через розничную продажу Санкт-Петербурга и Москвы. Была возможна редакционная подписка.
Полноцветный, иллюстрированный журнал (формат А4, 96-112 страниц) содержал информацию о событиях в мире искусства как в России, так и по всему миру, а также аналитические статьи известных и молодых искусствоведов, среди которых были Сергей Даниэль, Аркадий Ипполитов, Николай Кононов, Дмитрий Озерков.
Главный редактор — Вера Борисовна Бибинова. ISSN 1560-8697.
Заместители главного редактора — Евгений Голлербах, Александр Котломанов.
В 2009 году вышел последний номер журнала за № 3 (68). В этом номере было опубликовано юридическое заключение В. Л. Энтина относительно «правомерности требования Российским авторским обществом (РАО) выплаты авторского вознаграждения во всех случаях использования охраняемых авторским правом произведений изобразительного искусства в печатных средствах массовой информации, в частности в НоМИ». Также в этом номере была опубликована прощальная статья главного редактора журнала НоМИ В. Б. Бибиновой, которую она завершает следующими словами:
В письмах из Москвы по поводу нарушения нами авторского права московские чиновники «защищают» художника от публикаций в художественном журнале. Россия сошла с ума. Так, может, как сказал Виктор Астафьев, и х… с ней? 